# Sulut United
Sulawesi Utara United Football Club, kurz Sulut United, ist ein Fußballverein aus Manado, Indonesien. Der Verein wurde 2017 als Bogor FC gegründet, zog aber 2019 nach Manado und nannte sich daraufhin um.
Aktuell spielt der Verein in der dritthöchsten Liga des Landes, der Liga 3.

## Stadion
Seine Heimspiele trägt der Verein im  10.000 Zuschauer fassenden Klabat Stadion aus.